# Vans Warped Tour Compilation 2002
Vans Warped Tour Compilation 2002, séptimo disco de la saga de Warped Tour. Side One Dummy distribuye la edición del 2002 (Versiones originales de las canciones, no son en directo).

## Listado de canciones
1. NOFX - "Three on Speed" - 1:18
2. The Mighty Mighty Bosstones - "You Gotta Go!" - 2:40
3. Sum 41 - "Crazy Amanda Bunkface" (live) - 2:19
4. Midtown - "Become What You Hate" - 2:50
5. Good Charlotte - "East Coast Anthem" - 2:27
6. Swingin' Utters - "Pills & Smoke" - 2:34
7. The Casualties - "Nightmare" - 2:59
8. The Lawrence Arms - "Navigating the Windward Passage" - 3:23
9. Manic Hispanic - "I Want to Be a Cholo" - 3:04
10. Finch - "Untitled" - 4:12
11. Avoid One Thing - "Every Second of Every Day" - 2:37
12. Antifreeze - "She'll Learn" - 2:34
13. GlassJaw - "Cosmopolitan Blood Loss" - 3:04
14. Tsunami Bomb - "...Not Forever" - 2:59
15. Reach the Sky - "This Sadness Alone" - 2:34
16. No Use for a Name - "Dumb Reminders" - 2:50
17. Sloppy Meateaters - "Escape" - 3:02
18. Slick Shoes - "My Ignorance" - 3:28
19. Taking Back Sunday - "Great Romances of the 20th Century" - 3:34
20. From Autumn to Ashes - "Capeside Rock" - 4:04
21. Unsung Zeros - "Miracle" - 4:06
22. Divit - "Dressing Room" - 3:06
23. Throw Rag - "Bag of Glue" - 2:06
24. Too Rude - "Re-Invention" - 3:01
25. Ozma - "No One Needs to Know" - 4:07

### Disc 2
1. Alkaline Trio - "Armageddon" - 2:49
2. Madcap - "These Old Feelings" - 2:37
3. Flogging Molly - "What's Left of the Flag" - 3:38
4. The Briggs - "3rd World War" - 3:05
5. One Man Army - "SOS" - 3:02
6. Autopilot Off - "Nothing Frequency" - 2:39
7. Thursday - "Cross Out the Eyes" - 4:07
8. Kill Your Idols - "Madly" - 2:35
9. Breathe In - "Amygdala" - 2:11
10. The Movielife - "Hand Grenade" - 3:06
11. The Damned - "Lookin' for Action" - 3:31
12. The Eyeliners - "I Could Never Hate You" - 2:23
13. Lagwagon - "Dinner and a Movie" - 2:04
14. Murphy's Law - "Maximum Lie" - 2:30
15. Mi6 - "Stupid Little Things" - 3:23
16. Throwdown - "Live Life, No Rules" - 4:15
17. Against All Authority - "Mr. International" - 2:49
18. The Used - "Maybe Memories" - 2:55
19. Dag Nasty - "Ghosts" - 2:49
20. Avenged Sevenfold - "The Art of Subconscious Illusion" - 3:44
21. Name Taken - "Someone" - 3:14
22. Death on Wednesday - "Winter" - 3:12
23. Vendetta Red - "The Long Goodbye" - 4:12
24. Destruction Made Simple - "21 Year Plan" - 2:01
25. The Ataris - "Carnage" - 2:48

- Datos: Q4018242